# ۱.۱.۱.۱
۱٫۱٫۱٫۱ یک خدمت دهنده نام دامنه (DNS) رایگان است. خدمات و سرورهای عمومی DNS با همکاری APNIC توسط شرکت کلودفلر نگهداری و متعلق به آنهاست. این سرویس به عنوان یک نام سرور بازگشتی عمل می‌کند و وضوح نام دامنه را برای هر میزبان در اینترنت فراهم می‌کند. این سرویس در تاریخ ۱ آوریل ۲۰۱۸ معرفی شد، و طبق ادعای کلودفلر، «سریعترین سرویس DNS اینترنت» است. در ۱۱ نوامبر ۲۰۱۸، کلودفلر برنامه مخصوص تلفن همراه سرویس 1.1.1.1 WARP+ خود را برای اندروید و آی‌اواس منتشر کرد.

## آی‌پی‌های سرویس
| آدرسهای IPv4 | 1.1.1.1 1.0.0.1                           |
| آدرسهای IPv6 | 2606:4700:4700::1111 2606:4700:4700::1001 |
| آدرس DNS     | one.one.one.one                           |